# Steger (Illinois)
Steger é uma aldeia localizada no estado americano de Illinois, no Condado de Cook e Condado de Will.

## Demografia
Segundo o censo americano de 2000, a sua população era de 9682 habitantes.
Em 2006, foi estimada uma população de 10.586, um aumento de 904 (9.3%).

## Geografia
De acordo com o United States Census Bureau tem uma área de 9,1 km², dos quais 9,1 km² cobertos por terra e 0,0 km² cobertos por água. Steger localiza-se a aproximadamente 243 m acima do nível do mar.

## Localidades na vizinhança
O diagrama seguinte representa as localidades num raio de 8 km ao redor de Steger.